# Hedychium tenellum
Hedychium tenellum är en enhjärtbladig växtart som först beskrevs av Karl Moritz Schumann, och fick sitt nu gällande namn av Rosemary Margaret Smith. Hedychium tenellum ingår i släktet Hedychium och familjen Zingiberaceae. Inga underarter finns listade i Catalogue of Life.